# Tasmanoniscus
Tasmanoniscus is een monotypisch geslacht van pissebedden uit de familie van de Oniscidae.

## Soort
- Tasmanoniscus evansi Vandel, 1973